# Pycnogonum
Pycnogonum is een geslacht van zeespinnen uit de familie van de Pycnogonidae. 

## Soorten
- Pycnogonum (Nulloviger) africanum
- Pycnogonum aleuticum Turpaeva, 1994
- Pycnogonum angulirostrum Stock, 1959
- Pycnogonum (Nulloviger) anovigerum  Clark, 1956
- Pycnogonum arbustum Stock, 1966
- Pycnogonum asiaticum Muller, 1992
- Pycnogonum aurilineatum Flynn, 1919
- Pycnogonum benokianum Ohshima, 1935
- Pycnogonum buticulosum Hedgpeth, 1949
- Pycnogonum calculum Bamber, 1995
- Pycnogonum callosum Losina-Losinsky, 1961
- Pycnogonum (Nulloviger) carinatum Staples, 2002
- Pycnogonum cataphractum Mobius, 1902
- Pycnogonum cessaci Bouvier, 1911
- Pycnogonum (Retroviger) clarki Staples, 2002
- Pycnogonum coninsulum Bamber, 2008
- Pycnogonum cranaobyrsa Bamber, 2004
- Pycnogonum crassirostrum Sars, 1888
- Pycnogonum crosnieri Stock, 1991
- Pycnogonum daguilarensis Bamber, 1997
- Pycnogonum diceros Marcus, 1940
- Pycnogonum (Nulloviger) elephas Stock, 1966
- Pycnogonum eltanin Fry & Hedgpeth, 1969
- Pycnogonum forte Flynn, 1928
- Pycnogonum gaini Bouvier, 1910
- Pycnogonum gibberum Marcus & du Bois Reymond-M., 1963
- Pycnogonum gordonae Pushkin, 1984
- Pycnogonum grumus Arango, 2003
- Pycnogonum guyanae Stock, 1975
- Pycnogonum hancocki Schmitt, 1934
- Pycnogonum indicum Sundara Raj, 1930
- Pycnogonum kussakini Turpaeva, 2000
- Pycnogonum litorale (Strom, 1762) (Michelinmannetje)
- Pycnogonum (Nulloviger) lobipes Stock, 1991
- Pycnogonum madagascariensis Bouvier, 1911
- Pycnogonum magellanicum Hoek, 1898
- Pycnogonum magnirostrum Mobius, 1902
- Pycnogonum microps Loman
- Pycnogonum minutum Losina-Losinsky & Kopaneva, 1973
- Pycnogonum moniliferum Stock, 1991
- Pycnogonum moolenbeeki Stock, 1992
- Pycnogonum mucronatum Loman, 1908
- Pycnogonum (Retroviger) musaicum Stock, 1994
- Pycnogonum nodulosum Dohrn, 1881
- Pycnogonum occa Loman, 1908
- Pycnogonum orientale (Dana, 1849)
- Pycnogonum (Retroviger) ornans Stock, 1992
- Pycnogonum panamum Hilton, 1942
- Pycnogonum paragaini Munilla, 1990
- Pycnogonum (Nulloviger) planum Stock, 1954
- Pycnogonum platylophum Loman, 1923
- Pycnogonum plumipes Stock, 1960
- Pycnogonum portus Barnard, 1946
- Pycnogonum (Retroviger) pusillum Dohrn, 1881
- Pycnogonum pustulatum Stock, 1994
- Pycnogonum repentinum Turpaeva, 2003
- Pycnogonum repentium Turpaeva, 2003
- Pycnogonum reticulatum Hedgpeth, 1948
- Pycnogonum rickettsi Schmitt, 1934
- Pycnogonum saxulum Child, 1998
- Pycnogonum sivertseni Stock, 1955
- Pycnogonum spatium Takahashi, Dick & Mawatari, 2007
- Pycnogonum stearnsi Ives, 1883
- Pycnogonum stylidium Child, 1995
- Pycnogonum tenue Slater, 1879
- Pycnogonum tesselatum Stock, 1968
- Pycnogonum torresi Clark, 1963
- Pycnogonum tuberculatum Clark, 1963
- Pycnogonum tumulosum Loman, 1908
- Pycnogonum uedai Nakamura & Child, 1983
- Pycnogonum ungellatum Loman, 1911